# Боке (провинция)
Боке́ (фр. Boké) — регион на западе Гвинеи. Административный центр — Боке. Площадь — 31 186 км², население — 1 036 700 человек (2009 год).

## География
На северо-востоке граничит с регионом Лабе, на юго-востоке с регионом Киндия, на севере с Сенегалом, на северо-западе с Гвинеей-Бисау. На юго-западе находится побережье Атлантического океана.
Географически северо-восточная часть провинции относится к горному региону Фута-Джалон, западные её префектуры — к региону Нижняя Гвинея.

## Административное деление
Административно провинция подразделяется на 5 префектур:
- Боффа
- Боке
- Фрия
- Гауаль
- Кундара

## Экономика
На территории Боке разрабатываются месторождения бокситов.